# Dendrocnide sessiliflora
Dendrocnide sessiliflora är en nässelväxtart som först beskrevs av Otto Warburg, och fick sitt nu gällande namn av Chew. Dendrocnide sessiliflora ingår i släktet Dendrocnide och familjen nässelväxter. Inga underarter finns listade i Catalogue of Life.